# 迈克耳孙干涉仪

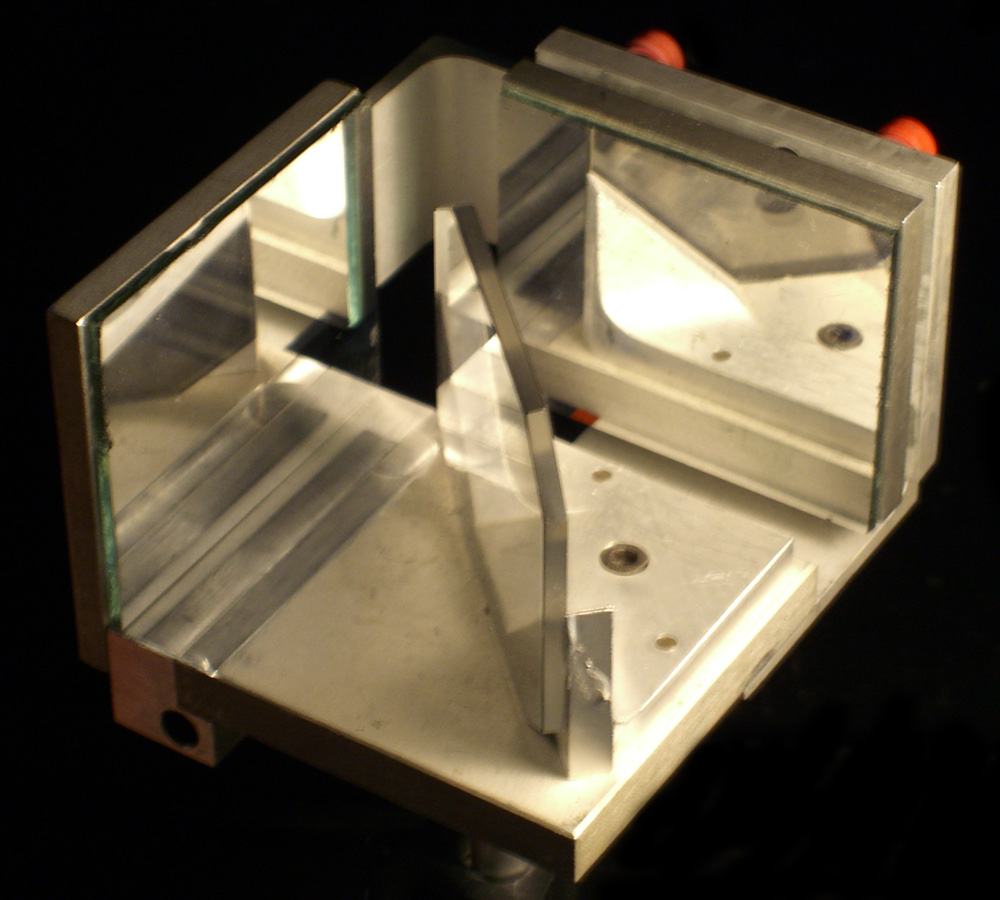
迈克耳孙干涉仪

迈克耳孙干涉仪（英語：Michelson interferometer）是光学干涉仪中最常见的一种，其发明者是美国物理学家阿尔伯特·迈克耳孙。迈克耳孙干涉仪的原理是一束入射光分为两束后各自被对应的平面镜反射回来，这两束光从而能够发生干涉。干涉中两束光的不同光程可以通过调节干涉臂长度以及改变介质的折射率来实现，从而能够形成不同的干涉图样。迈克耳孙和爱德华·莫雷使用这种干涉仪于1887年进行了迈克耳孙-莫雷实验，证实了以太的不存在，启发了狭义相对论。

## 配置
如右图所示，在一台标准的迈克耳孙干涉仪中从光源到光检测器之间存在有两条光路：一束光被光学分束器（例如一面半透半反镜）反射后入射到上方的平面镜后反射回分束器，之后透射过分束器被光检测器接收；另一束光透射过分束器后入射到右侧的平面镜，之后反射回分束器后再次被反射到光检测器上。注意到两束光在干涉过程中穿过分束器的次数是不同的，从右侧平面镜反射的那束光只穿过一次分束器，而从上方平面镜反射的那束光要经过三次，这会导致两者光程差的变化。对于单色光的干涉而言这无所谓，因为这种差异可以通过调节干涉臂长度来补偿；但对于复色光而言由于在介质中不同色光存在色散，这往往需要在右侧平面镜的路径上加一块和分束器同样材料和厚度的补偿板，从而能够消除由这个因素导致的光程差。
在干涉过程中，如果两束光的光程差是光波长的整数倍（0，1，2……），在光检测器上得到的是相长的干涉信号；如果光程差是半波长的奇数倍（0.5，1.5，2.5……），在光检测器上得到的是相消的干涉信号。当两面平面镜严格垂直时为等倾干涉，其干涉光可以在屏幕上接收为圆环形的等倾条纹；而当两面平面镜不严格垂直时是等厚干涉，可以得到以等厚交线为中心对称的直等厚条纹。在光波的干涉中能量被重新分布，相消干涉位置的光能量被转移到相长干涉的位置，而总能量总保持守恒。
19世纪末人们通过使用气体放电管、滤色镜、狭缝或针孔成功得到了迈克耳孙干涉仪的干涉条纹，而在一个版本的迈克耳孙-莫雷实验中采用的光源是星光。星光不具有时间相干性，但由于其从同一个点光源发出而具有足够好的空间相干性，从而可以作为迈克耳孙干涉仪的有效光源。

## 应用

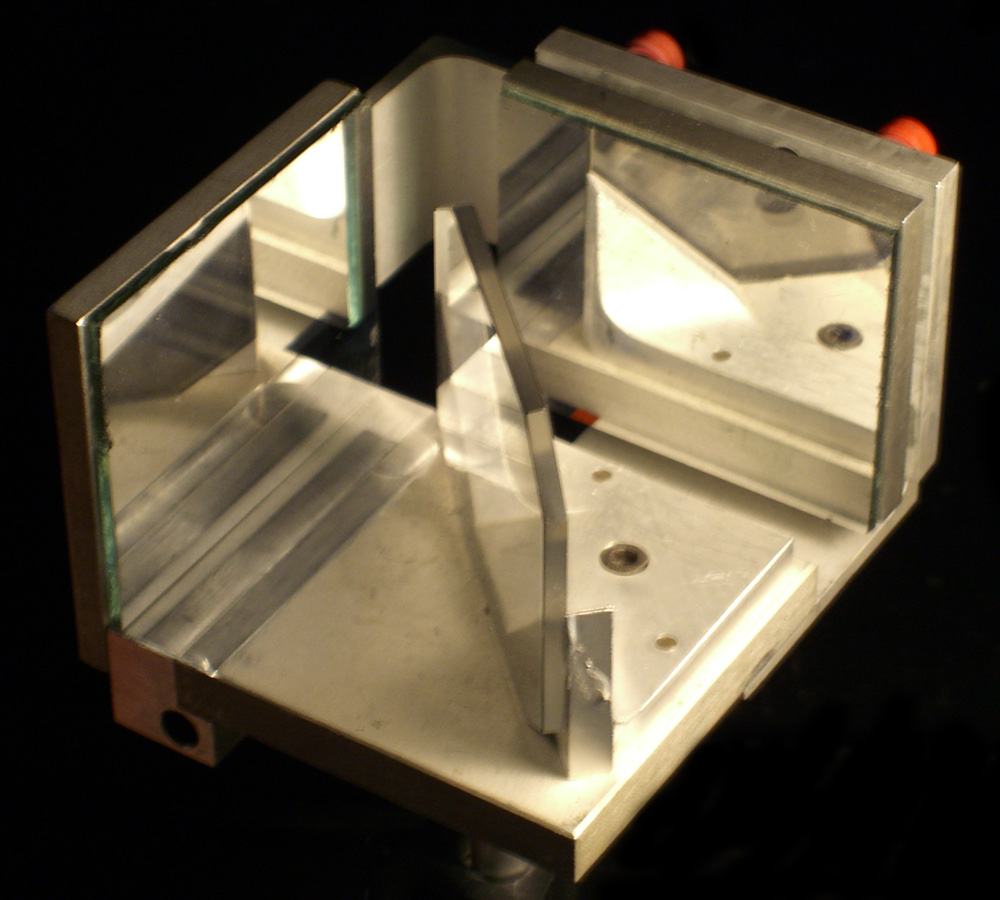
一架光学台上的迈克耳孙干涉仪

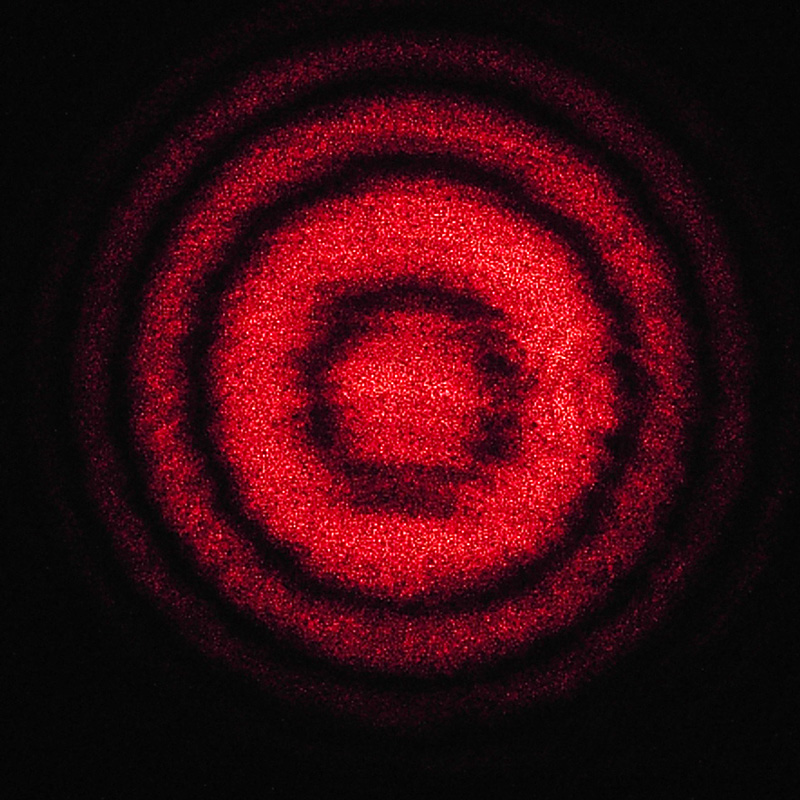
633 nm的氦－氖激光干涉

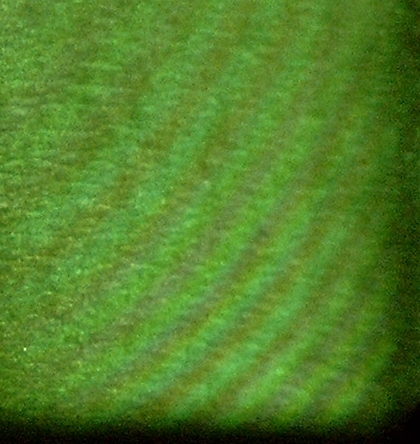
汞灯发出的绿光干涉

迈克耳孙干涉仪的最著名应用即是它在迈克耳孙-莫雷实验中对以太风观测中所得到的零结果，这朵19世纪末经典物理学天空中的乌云为狭义相对论的基本假设提供了实验依据。除此之外，由于激光干涉仪能够非常精确地测量干涉中的光程差，在当今的引力波探测中迈克耳孙干涉仪以及其他种类的干涉仪都得到了相当广泛的应用。激光干涉引力波天文台等诸多地面激光干涉引力波探测器的基本原理就是通过迈克耳孙干涉仪来测量由引力波引起的激光的光程变化，而在计划中的激光干涉空间天线中，应用迈克耳孙干涉仪原理的基本构想也已经被提出。迈克耳孙干涉仪还被应用于寻找太阳系外行星的探测中，虽然在这种探测中马赫-曾特干涉仪的应用更加广泛。迈克耳孙干涉仪还在延迟干涉仪，即光学差分相移键控解调器（Optical DPSK）的制造中有所应用，这种解调器可以在波分复用网络中将相位调制转换成振幅调制。

## 非线性迈克耳孙干涉仪
在所谓非线性迈克耳孙干涉仪中，标准的迈克耳孙干涉仪的其中一条干涉臂上的平面镜被替换为一个干涉仪或标准具，从标准具出射的光场和另一条干涉臂上的反射光场发生干涉。由于标准具导致的相位变化和光波长有关，并且具有阶跃的响应，非线性迈克耳孙干涉仪有很多特殊的应用，例如光纤通信中的光学梳状滤波器。另外，迈克耳孙干涉仪的两条干涉臂上的平面镜都可以被替换为标准具，此时的非线性迈克耳孙干涉仪会产生更强的非线性效应，并可以用来制造反对称的光学梳状滤波器。